# Jasseron
Jasseron är en kommun i departementet Ain i regionen Auvergne-Rhône-Alpes i östra Frankrike. Kommunen ligger  i kantonen Ceyzériat som ligger i arrondissementet Bourg-en-Bresse. Kommunens areal är 18,93 km². År 2022 hade Jasseron 1 900 invånare.

## Befolkningsutveckling
Antalet invånare i kommunen Jasseron
Referens: INSEE